# Діна Лохан
Доната «Діна» Меліна Ніколетт Лохан (англ. Donata «Dina» Melina Nicolette Lohan), до шлюбу Салліван (англ. Sullivan; 15 вересня 1962, Нью-Йорк, США) — американська телеперсона, акторка, кінопродюсерка, танцюристка, модельєрка, письменниця та менеджерка.

## Життєпис
Народилася 1962 року і виросла в Нью-Йорку в сім'ї Джона та Енн Салліван, має двох братів — Метта та Пола.
Працюючи продавчинею косметики, у грудні 1984 року познайомилася з Майклом Лоханом. 2 листопада 1985 року одружилася з ним, вони то розходилися, то сходилися. У 2005 році подружжя підписало договір про роздільне проживання, а офіційне розлучення відбулося в 2007 році. Майкл — колишній біржовий маклер із Волл-стріт та бізнесмен, який успадкував макаронну фабрику від батька, незважаючи на те, що у нього кілька разів були проблеми із законом.
Від шлюбу має двох доньок та двох синів:
- Ліндсі Лохан (р. 2 липня 1986)
- Майкл Лохан (нар. 16 грудня 1987)
- Аліана Лохан (нар. 22 грудня 1993)
- Дакота Коді Лохан (нар. 16 червня 1996).

Всі діти Діни Лохан мають стосунок до шоу-бізнесу, найвідомішою є старша дочка Ліндсі, яка почала кар'єру 1989 року. Троє молодших дітей також мали досвід роботи у кіно, але здебільшого це були епізодичні ролі у фільмах за участю Ліндсі.

### Кар'єра
У молодості Лохан була акторкою, але, не досягнувши великої популярності, закинула акторську кар'єру і вирішила зайнятися кар'єрою своєї старшої доньки Ліндсі. Зараз, коли Ліндсі стала відомою, Діна просуває молодшу дочку Алі. Разом вони стали ведучими власного реаліті-шоу «Living Lohan», яке вперше вийшло в ефір 26 травня 2008 року на кабельному телеканалі E!, Діна Лохан також є однією із виконавчих продюсерів одного епізоду шоу.

## Фільмографія
| Назва    | Рік                              | Роль              | Примітки               |
| -------- | -------------------------------- | ----------------- | ---------------------- |
| 1998     | Пастка для батьків               | Жінка в аеропорту | Камео (немає в титрах) |
| 2008 рік | Жива Лохан                       | Камео             | Реаліті-телебачення    |
| 2014 рік | Ліндсі                           | Камео             | Реаліті-телебачення    |
| 2016 рік | Сімейна терапія з доктором Дженн | Камео             | Реаліті-телебачення    |
| 2019 рік | Старший брат знаменитостей       | Камео / Гостя     | Реаліті-телебачення    |